# Локалита Продутива (Тревизо)
Локалита Продутива је насеље у Италији у округу Тревизо, региону Венето.
Према процени из 2011. у насељу је живело 83 становника. Насеље се налази на надморској висини од 65 м.